# All You Can Eat (Steel Panther)
All You Can Eat è il terzo album in studio del gruppo glam metal statunitense Steel Panther, pubblicato il 1º aprile 2014. Nella prima settimana di pubblicazione, l'album ha venduto circa 13 000 copie.

## Antefatti
L'album è stato annunciato nel settembre 2013 e anticipato dai singoli Party Like Tomorrow is the End of the World, The Burden of Being Wonderful, Gloryhole.
Dopo la pubblicazione dell'album, è stato estratto anche un quarto singolo Pussywhipped, pubblicato il 3 ottobre 2014.

## Tracce
1. Pussywhipped – 4:37
2. Party Like Tomorrow Is the End of the World – 4:01
3. Gloryhole – 4:32
4. Bukkake Tears – 4:47
5. Gangbang at the Old Folks Home – 3:47
6. Ten Strikes You're Out – 3:24
7. The Burden of Being Wonderful – 3:29
8. Fucking My Heart in the Ass – 4:14
9. B.V.S. – 3:57
10. You're Beautiful When You Don't Talk – 3:49
11. If I Was the King – 3:42
12. She's on the Rag – 3:50

Traccia bonus dell'edizione giapponese
1. People Are Stoopid – 3:27

Traccia bonus dell'edizione iTunes
1. She's on the Rag (Alternate version) – 4:46

## Formazione
Steel Panther
- Michael Starr – voce
- Russ Parrish – chitarra, cori
- Lexxi Foxx – basso, cori
- Stix Zadinia – batteria, percussioni, pianoforte, cori

Musicisti aggiuntivi
- Vivian Campbell – assolo in Gangbang at the Old Folks Home[5]
- Kiara Ana Perico – violino e viola in The Burden of Being Wonderful[6]

## Classifiche
| Classifica (2014)     | Posizione massima |
| --------------------- | ----------------- |
| Australia             | 2                 |
| Austria               | 13                |
| Belgio (Vallonia)     | 113               |
| Canada                | 14                |
| Finlandia             | 37                |
| Francia               | 116               |
| Germania              | 15                |
| Nuova Zelanda         | 34                |
| Paesi Bassi           | 65                |
| Svizzera              | 22                |
| US Billboard 200      | 24                |
| US Comedy Albums      | 1                 |
| US Digital Albums     | 19                |
| US Hard Rock Albums   | 5                 |
| US Independent Albums | 3                 |
| US Top Rock Albums    | 7                 |